# GenePattern
GenePattern是一款免费开源的计算生物学软件包，最初由博德研究所为分析基因组数据在2004年开发，现由加州大學聖地牙哥分校团队负责维护。